# Microbarom
En acoustique, les microbaroms, également connus sous le nom de « voix de la mer »,, sont une classe d'ondes infrasonores atmosphériques générées lors des tempêtes marines, par une interaction non linéaire des ondes de surface océanique avec l'atmosphère,. Ils ont généralement des formes d'onde à bande étroite presque sinusoïdales, avec des amplitudes allant jusqu'à quelques microbars, et des périodes proches de 5 secondes (0,2 hertz),. En raison de la faible absorption atmosphérique à ces basses fréquences, les microbaroms peuvent se propager sur des milliers de kilomètres dans l'atmosphère et peuvent être facilement détectés par des instruments très éloignés au niveau de la surface terrestre.
Les microbaroms sont une source de bruit importante interférant potentiellement avec la détection des infrasons des explosions nucléaires. Cette détection constitue un objectif du système international de surveillance organisé en vertu du Traité d'interdiction complète des essais nucléaires (qui n'est pas entré en vigueur). Il s'agit d'un problème spécifique à la détection des tests à faible rendement dans la gamme d'un kilotonne, car les spectres de fréquence s'y chevauchent.

## Historique
La raison de la découverte de ce phénomène fut accidentelle. En effet, les aérologues travaillant dans les stations hydrométéorologiques et les embarcations marines attirèrent l'attention sur la douleur étrange qu'on éprouve en s'approchant de la surface d'une sonde météorologique standard (un ballon rempli d'hydrogène). Au cours d'une des expéditions, le météorologue en chef V.A. Berezkin démontra cet effet à l'académicien soviétique V.V. Shuleikin. Le phénomène suscita un véritable intérêt parmi les scientifiques. Afin de l'étudier, un équipement spécial fut conçu pour enregistrer des vibrations puissantes à basse fréquence inaudibles à l'oreille humaine.
À la suite de plusieurs séries d'expériences, l'essence physique de ce phénomène fut clarifiée en 1935 lorsque V.V. Shuleikin publia son premier ouvrage entièrement consacré à la nature infrasonore de la « voix de la mer ». Aux États-Unis, les microbaroms furent décrits pour la première fois en 1939 par les sismologues américains Hugo Benioff et Beno Gutenberg au California Institute of Technology de Pasadena. Ils se basèrent sur les observations d'un microbarographe électromagnétique constitué d'un haut-parleur basse fréquence monté sur une boîte en bois. Ils notèrent la similitude des microbaroms avec les microséismes observés sur les sismographes et émirent correctement l'hypothèse selon laquelle ces signaux étaient le résultat de systèmes de basse pression dans le Pacifique Nord-Est. En 1945, le géoscientifique suisse L. Saxer montra la première relation des microbaroms avec la hauteur des vagues dans les tempêtes océaniques. Suivant la théorie des microséismes de M.S. Longuet-Higgins, Eric S. Posmentier proposa que les oscillations du centre de gravité de l'air au-dessus de la surface océanique, oscillations sur lesquelles apparaissaient les ondes stationnaires, étaient à l'origine de microbaroms, expliquant par le fait même le doublement de fréquence des vagues océaniques dans la fréquence observée du microbarom. On comprend maintenant que le mécanisme causant les microséismes secondaires est aussi à l'origine des microbaroms. On doit la première théorie quantitativement correcte de la génération des microbaroms à L.M. Brekhovskikh, qui montra qu'il s'agit de la source de microséismes dans l'océan se couplant à l'atmosphère. Cela explique que la majeure partie de l'énergie acoustique se propage près de la direction horizontale au niveau de la mer.

## Théorie
Les ondes de gravité isolées voyageant à la surface océanique ne rayonnent que des ondes acoustiques évanescentes et ne génèrent pas de microbaroms.
L'interaction de deux trains d'ondes de surface de fréquences et de directions différentes génère des groupes d'ondes. Pour des vagues se propageant presque dans la même direction, cela donne les ensembles habituels d'ondes se déplaçant à la vitesse de groupe, plus lente que la vitesse de phase des vagues aquatiques. Pour les vagues océaniques typiques d'une période d'environ 10 s, cette vitesse de groupe se rapproche de 10 m/s.
Dans le cas d'une direction de propagation opposée, les groupes se déplacent à une vitesse beaucoup plus grande, qui est à ce moment de {\displaystyle 2\pi (f_{1}+f_{2})/(k_{1}-k_{2})}, où {\displaystyle k_{1}} et {\displaystyle k_{2}} sont les nombres d'onde des vagues aquatiques en interaction. Pour les trains d'ondes de fréquences (et donc de nombres d'ondes) très semblables, cette configuration de groupes d'ondes peut avoir la même vitesse horizontale que les ondes acoustiques, soit plus de 300 m/s, excitant ainsi les microbaroms.

Groupes de vagues générés par des vagues de directions opposées. La courbe bleue est la somme des courbes en rouge et en noir. Dans l'animation, observez les crêtes avec les points rouges et noirs. Ces crêtes se déplacent à la vitesse de phase des vagues d'eau linéaires, tandis que les groupes se propagent beaucoup plus rapidement (animation).

Dans le cas des ondes sismiques et acoustiques, le mouvement des vagues océaniques en eau profonde équivaut, dans l'ordre principal, à une pression appliquée à la surface de la mer. Cette pression est approximativement égale à la densité de l'eau multipliée par la vitesse orbitale des vagues au carré. En raison de ce carré, ce n'est pas l'amplitude des trains d'ondes individuels qui importe (lignes rouges et noires sur les figures), mais bien l'amplitude de la somme, à savoir les groupes d'ondes (ligne bleue sur les figures). Le mouvement océanique généré par cette pression équivalente se transmet ensuite à l'atmosphère.
Si les groupes d'ondes se déplacent plus rapidement que la vitesse du son, ils génèrent des microbaroms, avec des directions de propagation plus proches de la verticale pour les groupes d'ondes plus rapides.

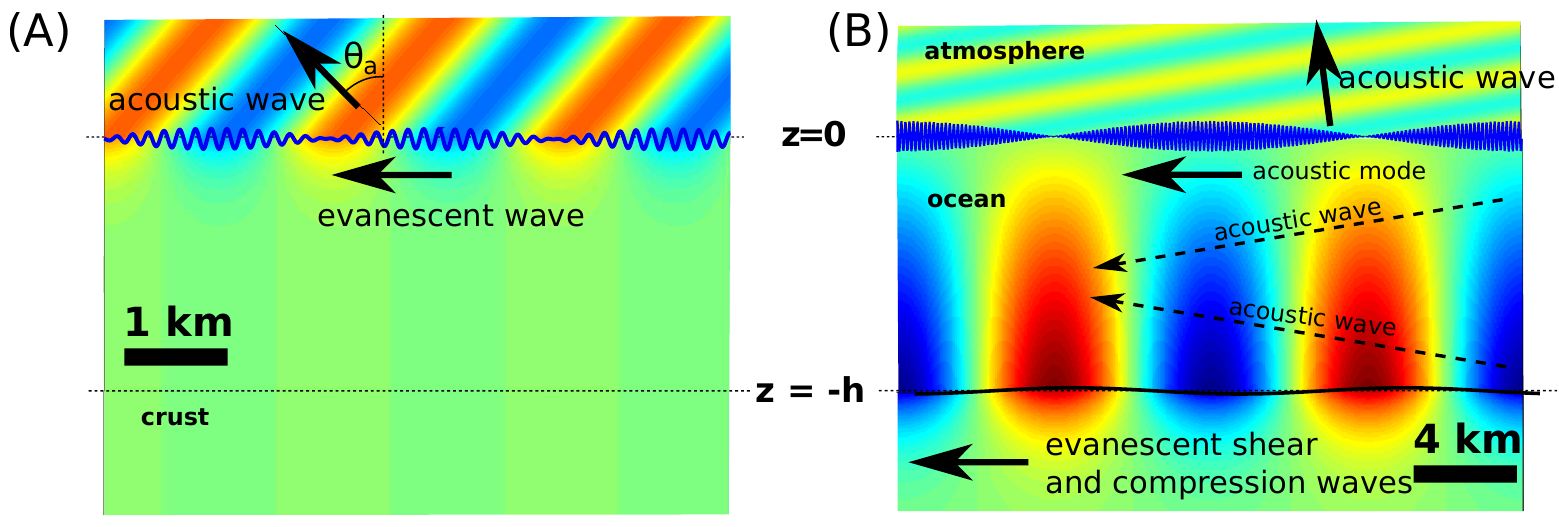
Champ de pression océanique et atmosphérique associé à des groupes formés par des trains de vagues opposés. À gauche : groupes d'ondes courtes donnant une propagation oblique dans l'atmosphère. À droite : groupes d'ondes longues donnant une propagation presque verticale dans l'atmosphère.

Les vagues océaniques réelles se composent d'un nombre infini de trains d'ondes de toutes directions et fréquences, résultant en une large gamme d'ondes acoustiques. Dans la pratique, la transmission de l'océan à l'atmosphère est plus forte pour des angles d'environ 0,5 degré par rapport à l'horizontale. Pour une propagation quasi verticale, la profondeur de l'eau peut jouer un rôle amplificateur, comme elle le fait pour les microséismes.

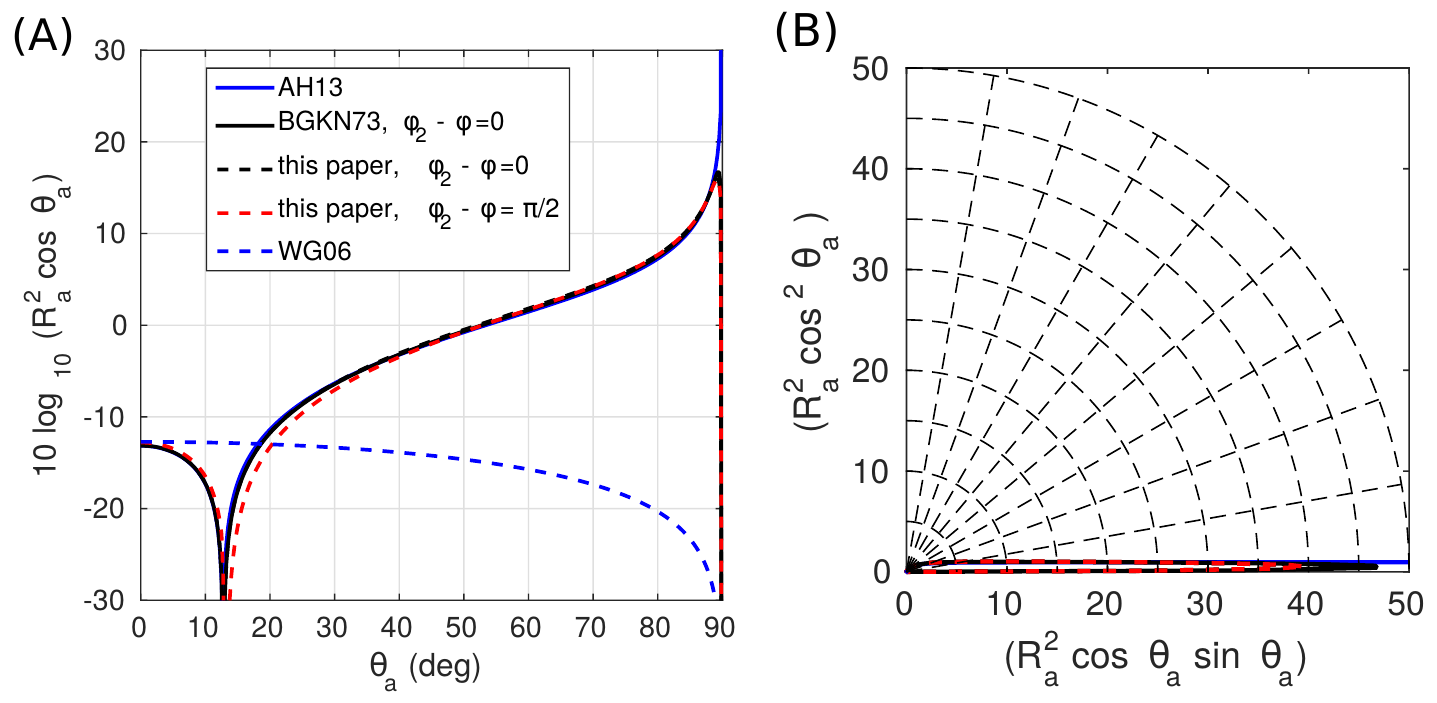
Puissance acoustique par angle solide rayonnée sous forme de microbars par les vagues océaniques. À gauche : échelle logarithmique en fonction de l'angle d'élévation (zéro est vertical). À droite : échelle linéaire en coordonnées polaires.

La profondeur de l'eau n'importe que pour les ondes acoustiques de surface ayant une direction de propagation inférieure à 12° par rapport à la verticale.
Une certaine quantité d'énergie se propage toujours dans la direction opposée, bien qu'elle puisse demeurer très faible. Une génération importante de microbaroms ne se produit que lorsqu'une énergie significative de même fréquence se propage dans des directions opposées. Elle est à son plus fort lorsque les vagues de différentes tempêtes interagissent ou encore sous le vent d'une tempête, produisant ainsi les conditions requises pour des vagues stationnaires, également connues sous le nom de clapotis. Lorsque la tempête océanique prend la forme d'un cyclone tropical, les microbaroms ne se produisent pas près de la paroi oculaire où les vitesses du vent sont les plus élevées, mais bien du bord de fuite de la tempête où les vagues générées par la tempête interagissent avec la houle ambiante.
Les vagues stationnaires créées entre deux tempêtes ou la réflexion de la houle océanique sur le rivage peuvent également produire des microbaroms. Les vagues de périodes d'environ 10 secondes abondent en haute mer et correspondent au pic spectral infra-sonique de 0,2 Hz observé des microbaroms, car les microbaroms présentent des fréquences deux fois supérieures à celles des vagues océaniques individuelles. Des études ont montré que le couplage ne produit des ondes atmosphériques se propageant que lorsque les termes non linéaires sont pris en compte.
Les microbaroms sont une forme d'infrasons atmosphériques persistants de faible niveau, généralement de 0,1 à 0,5 Hz, détectables sous forme de rafales d'énergie cohérentes ou d'oscillation continue. Lorsque les ondes planes provenant d'une source de microbaroms sont analysées à partir d'un réseau phasé de microbarographes étroitement espacés, on trouve que l'azimut de la source pointe vers le centre de basse pression de la tempête d'origine. Lorsque plusieurs sites distants reçoivent des vagues provenant de la même source, la triangulation peut confirmer que la source est proche du centre d'une tempête océanique.
Les microbaroms se propageant jusqu'à la basse thermosphère peuvent être transportés dans un guide d'ondes atmosphérique et réfractés vers la surface en-dessous de 120 km et au-dessus de 150 km d'altitude, ou dissipés aux altitudes entre 110 et 140 km. Ils peuvent également être piégés près de la surface dans la basse troposphère par les effets de la couche limite planétaire et les vents de surface, où ils peuvent être conduits dans la stratosphère par des vents en haute altitude et retournés à la surface soit par réfraction, par diffraction ou par diffusion. Ces conduits troposphériques et stratosphériques sont seulement générés le long des directions dominantes du vent, peuvent varier selon l'heure du jour et la saison, et ne renverront pas les rayons sonores au sol lorsque les vents en altitude sont légers.
L'angle d'incidence du rayon du microbarom détermine le mode de propagation. Les rayons dirigés verticalement vers le zénith sont dissipés dans la thermosphère et constituent une source importante de réchauffement dans cette couche de la haute atmosphère. Aux latitudes moyennes, dans des conditions estivales typiques, les rayons situés entre approximativement 30 et 60 degrés par rapport à la verticale se reflètent à des altitudes supérieures à 125 km, où les signaux de retour commencent en étant fortement atténués. Les rayons lancés à des angles moindres peuvent se refléter depuis la haute stratosphère à environ 45 km au-dessus de la surface aux mi-latitudes, ou de 60 à 70 km aux basses latitudes.

## Microbaroms et haute atmosphère
Les scientifiques spécialistes de l'atmosphère ont utilisé ces effets dans la télédétection inverse de la haute atmosphère à l'aide de microbaroms,,,. La mesure de la vitesse de trace du signal des microbaroms réfléchis à la surface donne la vitesse de propagation à la hauteur de réflexion, tant que tient l'hypothèse selon laquelle la vitesse du son ne varie que le long de la verticale, et non sur l'horizontale. Si on peut estimer la température à la hauteur de réflexion avec assez de précision, on peut déterminer la vitesse du son et la soustraire de la vitesse de trace, donnant la vitesse du vent en haute altitude. Cette méthode possède l'avantage de pouvoir mesurer en continu, alors que d'autres méthodes ne prenant que des mesures instantanées peuvent voir leurs résultats faussés par des effets à court terme.
On peut déduire de l'information supplémentaire sur l'atmosphère à partir de l'amplitude des microbaroms si on connaît l'intensité de la source. Les microbaroms sont produits par l'énergie dirigée vers le haut transmise depuis la surface de l'océan à travers l'atmosphère. L'énergie dirigée vers le bas est transmise par l'océan au fond de la mer, où elle est couplée à la croûte terrestre et transmise sous forme de microséismes et ce, avec le même spectre de fréquences. Cependant, contrairement aux microbaroms, où les rayons presque verticaux ne sont pas renvoyés à la surface, seuls les rayons presque verticaux dans l'océan sont couplés au fond marin. En surveillant l'amplitude des microséismes reçus de la même source à l'aide de sismographes, on peut dériver de l'information sur l'amplitude de la source. Étant donné que la terre solide constitue un cadre de référence fixe, le temps de transit des microséismes de la source est constant, ce qui permet de contrôler le temps de transit variable des microbaroms à travers l'atmosphère en mouvement.